# Raúl Gutiérrez
Raúl Erasto Gutiérrez Jacobo (Città del Messico, 16 ottobre 1966) è un allenatore di calcio ed ex calciatore messicano, di ruolo difensore.

## Caratteristiche tecniche
Giocava come laterale destro.

## Carriera

### Giocatore

#### Club
Inizia nel CF Atlante di Città del Messico nel 1989, rimanendovi fino al 1994, anno dei mondiali, in cui si trasferisce ai più blasonati concittadini del Club América. Dopo cinque stagioni torna all'Atlante, poi nuovamente all'América e chiude la carriera nel 2002 al Club León.

#### Nazionale
Ha giocato dal 1991 al 1996 con la nazionale messicana, partecipando al campionato del mondo 1994.

### Allenatore
Nel 2010 è stato nominato commissario tecnico della nazionale Under-17 messicana, in vista del campionato mondiale di calcio Under-17 2011.

## Palmarès

### Giocatore

#### Competizioni nazionali
- Campionato messicano: 2

Atlante: 1992-1993
America: 2002

#### Competizioni internazionali
- CONCACAF Giants Cup: 1

America: 2001